# جائزة ميغيل إندوراين 2022
جائزة ميغيل إندوراين 2022 (بالإسبانية: Gran Premio Miguel Induráin 2022)‏ هو سباق دراجات هوائية من فئة سباق يوم واحد، وهو الموسم الثالث والسبعين من جائزة ميغيل إندوراين، وأقيم في 2 أبريل 2022 ضمن سباقات سلسلة سباقات الاتحاد الدولي للدراجات للمحترفين 2022.
فاز بالمركز الأول وارن بارجويل، وبالمركز الثاني ألكساندر فلاسوف، وبالمركز الثالث سيمون كلارك.

## الفرق
| فرق عالمية (10)- AG2R Citroën Team - Astana Qazaqstan Team - Bahrain Victorious - Bora-Hansgrohe - Cofidis - Israel-Premier Tech - Lotto-Soudal - Movistar Team - Trek-Segafredo - UAE Team Emirates فرق برو (9)- Arkéa-Samsic - برجس بي إتش 2022 ‏ - كاجا رورال-سيغوروس 2022 ‏ - فريق إيولو كوميت لركوب الدراجات 2022 ‏ - أوسكالتيل أوسكادي 2022 ‏ - كيرن فارما 2022 ‏ - Human Powered Health - نوفو نورديسك 2022 ‏ - TotalEnergies فرق قارية (2)- Sabgal–Anicolor ‏ - Manuela Fundación ‏ |  |
| |  |

## التصنيف العام النهائي
| التصنيف العام         | التصنيف العام        | التصنيف العام | التصنيف العام        | التصنيف العام |
| العداء                | العداء               | البلد         | الفريق               | الوقت         |
| --------------------- | -------------------- | ------------- | -------------------- | ------------- |
| 1                     | وارن بارجويل         | فرنسا         | اركيا سامسيك         | 4 س 57 د 49 ث |
| 2                     | ألكساندر فلاسوف      | روسيا         | بورا هانسغروه        | + 0 ث         |
| 3                     | سيمون كلارك          | أستراليا      | إسرائيل - بريمير تيك | + 0 ث         |
| 4                     | الكسيس فويليرموز     | فرنسا         | TotalEnergies        | + 0 ث         |
| 5                     | أندريا فيندرام       | إيطاليا       | AG2R Citroën Team    | + 0 ث         |
| 6                     | بيير لاتور           | فرنسا         | TotalEnergies        | + 0 ث         |
| 7                     | جون ازقيراي          | إسبانيا       | Cofidis              | + 0 ث         |
| 8                     | مارك هيرشي           | سويسرا        | فريق الإمارات        | + 0 ث         |
| 9                     | Clément Champoussin ‏ | فرنسا         | AG2R Citroën Team    | + 0 ث         |
| 10                    | جوركا إيزاجير        | إسبانيا       | موفيستار             | + 0 ث         |
| مصدر: ProCyclingStats |                      |               |                      |               |

## وصلات خارجية
- الموقع الرسمي
- لمحة عن سباق جائزة ميغيل إندوراين 2022 على موقع  ProCyclingStats   (برو  سايكلنج  ستاتس) - إحصاءات  محترفي  الدراجات.
- جائزة ميغيل إندوراين 2022 على موقع إحصائيات الدراجات الإحترافية (الإنجليزية)